# Nils van ’t Hoenderdaal
Nils van ’t Hoenderdaal (ur. 3 października 1993 w Amsterdamie) – holenderski kolarz torowy, trzykrotny medalista torowych mistrzostw świata.

## Kariera
Pierwszy sukces w karierze osiągnął w 2014 roku, kiedy zdobył złoty medal w sprincie drużynowym podczas mistrzostw Europy młodzieżowców w Sangalhos. Na rozgrywanych rok później mistrzostwach Europy w Grenchen zwyciężył w sprincie drużynowym, a w wyścigu na 1000 m był dziewiąty. W 2016 roku wraz z kolegami z reprezentacji zdobył srebrny medal na mistrzostwach świata w Londynie, wynik ten powtarzając podczas mistrzostw świata w Hongkongu rok później. W tej samej konkurencji wywalczył też złoty medal na mistrzostwach świata w Apeldoorn.